# Николишин Володимир Олексійович
Володимир Олексійович Николишин (псевдо: «Титар», «Чайка», «К-8», «124»; 1924, Помонята, нині Рогатинська міська громада, Івано-Франківський район, Івано-Франківська область — 28 червня 1950, прис. Манівщина с. Великий Кунинець, нині Вишнівецька селищна громада, Кременецький район, Тернопільська область) — український військовик, сотник УПА, лицар Срібного хреста заслуги УПА.

## Життєпис
Освіта — незакінчена середня: під час німецької окупації навчався у Бережанській гімназії. У підпіллі одружився з подругою Ольгою Борейко — «Стефою» (01.1947).
В УПА з початку 1944 року. Закінчив старшинську школу УПА «Олені» (07.1944), скерований у ВО 3 «Лисоня». В СБ ОУН від 1945 року. Співробітник (1945—1946), шеф канцелярії (1946-10.1947) референтури СБ Подільського крайового проводу ОУН, референт СБ Тернопільського надрайонного (8.10.1947-09.1949), Тернопільського окружного (09.1949-06.1950) проводів ОУН.
Загинув внаслідок зради у бою з опергрупою МДБ. Сотник СБ (30.06.1950).

## Нагороди
- Згідно Наказом Головного військового штабу УПА ч. 1/51 від 25.07.1951 року сотник СБ Володимир Николишин — «Титар» нагороджений срібним Хрестом Заслуги УПА.
- Відзначений медаллю «За боротьбу в особливо важких умовах» (10.10.1948).

## Вшанування пам'яті
12.10.2017 року від імені Координаційної ради з вшанування пам'яті нагороджених Лицарів ОУН і УПА у Львові срібний Хрест Заслуги УПА (№ 012) переданий Євгенії Бучинській, племінниці Володимира Николишина — «Титара».